# Liste des dirigeants de la république populaire de Donetsk
Cet article liste les différentes personnes qui ont dirigé la république populaire de Donetsk depuis sa création en 2014.

## Gouverneurs
| Nom                                  | Mandat           | Mandat           | Parti                 | Notes |
| Nom                                  | Début            | Fin              | Parti                 | Notes |
| ------------------------------------ | ---------------- | ---------------- | --------------------- | --- |
| Gouverneur populaire                 |                  |                  |                       | |
| Pavel Goubarev                       | 3 mars 2014      | 3 novembre 2014  | Parti Nouvelle Russie | Début de la guerre, la république populaire de Donetsk n'est pas encore structurée comme un État.                                                       |
| Président de la république populaire |                  |                  |                       | |
| Alexandre Zakhartchenko              | 3 novembre 2014  | 31 août 2018     | République de Donetsk | Arrive au pouvoir lors de la déclaration d'indépendance. Cumule les postes de président et de Premier ministre. Meurt dans un attentat le 31 août 2018. |
| Dmitri Trapeznikov                   | 31 août 2018     | 7 septembre 2018 |                       | Par intérim. |
| Denis Pouchiline                     | 7 septembre 2018 | 5 octobre 2022   | République de Donetsk | Assure l'intérim à partir du 7 septembre 2018 puis est élu le 11 novembre suivant.                                                                      |
| Chef de la République populaire      |                  |                  |                       | |
| Denis Pouchiline                     | 5 octobre 2022   | En cours         | Russie unie           | Par intérim jusqu'au 25 septembre 2023 |

## Chefs du gouvernement
| Nom                     | Mandat           | Mandat           | Parti                 | Notes                                                  |
| Nom                     | Début            | Fin              | Parti                 | Notes                                                  |
| ----------------------- | ---------------- | ---------------- | --------------------- | ------------------------------------------------------ |
| Alexandre Borodaï       | 16 mai 2014      | 7 août 2014      |                       |                                                        |
| Alexandre Zakhartchenko | 7 août 2014      | 31 août 2018     | République de Donetsk | Cumule les postes de président et de Premier ministre. |
| Dmitri Trapeznikov      | 31 août 2018     | 7 septembre 2018 |                       | Par intérim.                                           |
| Denis Pouchiline        | 7 septembre 2018 | 18 octobre 2018  | République de Donetsk | Par intérim.                                           |
| Alexandre Anantchenko   | 18 octobre 2018  | 8 juin 2022      | République de Donetsk |                                                        |
| Vitali Khotsenko        | 8 juin 2022      | 29 mars 2023     |                       | Nommé gouverneur par intérim de l'oblast d'Omsk        |
| Ievgueni Solntsev       | 30 mars 2023     | en fonction      |                       |                                                        |